# Proteuxoa nuna
Proteuxoa nuna là một loài bướm đêm thuộc họ Noctuidae. Nó được tìm thấy ở Lãnh thổ Thủ đô Úc, New South Wales, Nam Úc, Victoria và Tây Úc.